# Dienst nach Vorschrift
Dienst nach Vorschrift (Abkürzung: „DnV“) ist im Arbeitsrecht ein Verhalten von Beschäftigten, bei dem sie die Arbeitsintensität und/oder Arbeitsleistung vermindern, ohne dabei ihre Arbeitspflicht zu verletzen.

## Allgemeines
Der „Dienst nach Vorschrift“ als Protestform in Beschäftigungsverhältnissen entstammte ursprünglich der öffentlichen Verwaltung. Dienst nach Vorschrift bedeutet, dass Beschäftigte sämtliche Arbeitsanweisungen und Dienstvorschriften peinlich genau beachten, Arbeitsabläufe verzögern oder behindern, Arbeitserleichterungen nicht nutzen oder unbegründete Fehlzeiten aufweisen, um hierdurch eine Störung des Arbeitsablaufs zu verursachen, welche die zeitgerechte Erledigung der Aufgaben beeinträchtigt. Sie vermeiden zwar die offene Arbeitsniederlegung, erzielen jedoch durch Umgehungsmaßnahmen einen Effekt, welcher der Wirkung eines Streiks entspricht.
Auf Eigeninitiative zur Lösung der Aufgaben (z. B. den „kurzen Dienstweg“, telefonische Hinweise an Beteiligte bei Problemen usw.) wird dabei verzichtet. Das Motto lautet: Keine Weisung – keine Veranlassung. Zudem lassen Gesetze oder Rechtsvorschriften einen gewissen Auslegungs- oder Ermessensspielraum zu. Im Dienst nach Vorschrift sind Beschäftigte nicht mehr bereit, diesen Spielraum auch in Fällen, in denen dies sinnvoll erscheint, bis an die zulässigen Grenzen wahrzunehmen, zumal sie als Entscheidungsträger mit der weitgehenden Ausnutzung ihrer Kompetenzen sich und ihre Entscheidungen tendenziell angreifbar machen. In einigen Fällen schließlich besteht der Dienst nach Vorschrift darin, die betreffenden an sich unmissverständlichen Vorschriften bzw. Gesetze überhaupt erst einzuhalten, was in der täglichen Arbeitspraxis sonst unterschlagen wird.
Später übernahmen auch Mitarbeiter in der Privatwirtschaft diese Arbeitseinstellung als Mittel des Arbeitskampfes. 
In einigen Berufen ist die „Arbeit nach Vorschrift“ allerdings ein besonderes Merkmal der Arbeitsqualität (etwa beim Elektroinstallateur oder im Bauwesen). Ein besonders hoher Sorgfaltsmaßstab ist daher in vielen Berufen zur Erfüllung hoher Präzisionsanforderungen üblich, ohne dass hierbei ein Dienst nach Vorschrift im Sinne der Protestform vorliegt.
Der Bummelstreik (englisch go slow) wird oft als Synonym für den Dienst nach Vorschrift verwendet, erschöpft sich aber meist in der Verzögerung oder Verschleppung von Arbeitsaufgaben, Erhöhung der Taktzeit oder Verringerung des üblichen Arbeitstempos. Der Bummelstreik ist eine „absichtlich herbeigeführte Leistungsminderung durch übertrieben bedächtiges, bewusst langsames und umständliches, schleppendes, schwerfällig trödelndes, lustloses Arbeiten …“.
In der Soziologie gilt die Wirksamkeit des Dienstes nach Vorschrift als Mittel im Arbeitskampf als Beispiel dafür, dass informelle Normen und Strukturen neben (oder sogar entgegen) den offiziellen Vorschriften und Zuständigkeiten eine wichtige Funktion erfüllen, ohne die Organisationsziele nicht effektiv erreicht werden können.

## Beispiele
- Zollbeamte können bei der Auswahl der von ihnen durchsuchten Reisenden ihre Intuition und konkret schwer greifbare Verdachtsanzeichen ignorieren und sich auf sture Kontrollschemata beschränken mit der Folge, dass die Fahndung nach Schmuggelware zu weniger Erfolgen führt. Auf der anderen Seite können sie auch Reisende entgegen ihrer Intuition länger befragen bzw. kontrollieren und so Verzögerungen bewusst herbeiführen.

- Bibliothekare können darauf verzichten, kundenfreundlich bei der Recherche und Suche zu unterstützen und stattdessen die Bibliotheksbenutzer mit den teils schwierigen Systematiken der Bibliotheken arbeiten lassen.

- Kraftfahrer einschließlich Chauffeure sind an sich ohne Ermessensspielraum unter anderem verpflichtet, zu Beginn einer Fahrt Kühlwasser, Öl und Reifendruck zu prüfen. Sie können darauf verzichten, im Interesse zügiger Fahrtdurchführung eine aufgrund ihres aus Fahrerfahrung geschöpften Gefühls vor ihrem Gewissen vertretbare Ordnungswidrigkeit zu begehen, und stur das Gesetz ausführen, was zu Verzögerungen führt.

## Geschichte
Der „Dienst nach Vorschrift“ galt für den Beamten und insbesondere für den Polizeibeamten in Preußen um das Jahr 1892 als selbstverständliche Voraussetzung, weil er anderenfalls die „Achtung …des Publikums“ verlöre und das „Ansehen seiner Stellung“ herabsetze. Arbeitnehmer erkannten zunehmend, dass die minutiöse Befolgung von Vorschriften dazu führt, dass eine Organisation nicht mehr handlungsfähig ist. Dieses Arbeitsverhalten hieß im 19. Jahrhundert noch „passive Resistenz“ (auch: Ca'canny). Durch sie konnte das Streikverbot für Beamte ausgehebelt werden. Der Jurist Hermann Dersch definierte 1931: „Passive Resistenz ist absichtliche Zurückhaltung mit der Arbeitsleistung derart, dass nur zum Schein, nicht aber in Wirklichkeit gearbeitet wird.“ Im bereits 1931 erschienenen ersten Band von Robert Musils Roman Der Mann ohne Eigenschaften wird für die Zeit vor dem Ersten Weltkrieg von einem – fiktiven – Streik der Telegrafenbeamten in Österreich berichtet, der mit diesem Verfahren arbeitet, dort aber passive Resistenz genannt wird.
Im Simple Sabotage Field Manual – einer Anleitung zur Sabotage von Unternehmen, die für eine fremde Besatzungsmacht arbeiten – wird diese Protestform hervorgehoben.
Die deutsche Bundesregierung hatte bereits 1962 erklärt, dass der Dienst nach Vorschrift eine getarnte Arbeitskampfmaßnahme darstelle und dass Beamte, die sich an solchen Aktionen beteiligten, ihre Pflicht gegenüber dem Staat verletzten. Die Bundesregierung hielt auch im Juli 1972 daran fest, „dass ein sogenannter Dienst nach Vorschrift, Bummelstreiks oder ähnliche Maßnahmen mit den Pflichten eines Beamten unvereinbar sind“.
Beginnend am Himmelfahrtstag des 31. Mai 1973 kam es bis Ende 1973 auf verschiedenen deutschen Flughäfen, teilweise gleichzeitig, zu erheblichen Verzögerungen bei der Abwicklung des zivilen Luftverkehrs. Diese Verzögerungen wurden vor allem dadurch hervorgerufen, dass Gruppen von Fluglotsen auf verschiedenen Flugplätzen, in verschiedenen Arbeitsbereichen gleichzeitig oder schwerpunktmäßig zu verschiedenen Zeiten ihre Arbeitsleistungen herabsetzten (englisch go slow) oder sich kurzfristig krank bzw. zum Arzt abmeldeten (englisch Sick-out). Die entstandenen Schäden bezifferten die Fluggesellschaften auf rund 235 Millionen DM.
Im Jahre 2004 wollten auf diese Weise Finanzbeamte gegen die verordnete Verlängerung der Wochenarbeitszeit protestieren. Aufgrund der massiven Androhung von disziplinarrechtlichen Maßnahmen durch den Dienstherrn, der sich u. a. auf das „Fluglotsenurteil“ berief, wurden die geplanten Aktionen jedoch abgebrochen.

## Rechtsfragen
Dienst nach Vorschrift oder Bummelstreiks stellen im Arbeitsrecht eine Schlechtleistung dar, also eine nicht mit dem Arbeitsvertrag konforme Arbeitsleistung. Die Arbeitsleistung weicht von der geschuldeten qualitativ (Arbeitsqualität, Fehlerquote) oder quantitativ (Arbeitsintensität, Arbeitsvolumen) ungünstig ab. Eine Kürzung des Arbeitsentgelts ist hier nicht möglich.
Beamte haben sich nach § 61 Abs. 1 BBG bzw. § 34 Abs. 1 BeamtStG mit vollem persönlichem Einsatz ihrem Beruf zu widmen. Sie sind sogar verpflichtet, ohne Vergütung über die regelmäßige wöchentliche Arbeitszeit hinaus Dienst zu tun, wenn zwingende dienstliche Verhältnisse dies erfordern und sich die Mehrarbeit auf Ausnahmefälle beschränkt (§ 88 Satz 1 BBG). Der Dienst nach Vorschrift kommt durch übertriebene Einhaltung von Vorschriften einer Arbeitsverweigerung nahe. Auch streikähnliche kollektive Maßnahmen, die sich durch die Herabsetzung der Arbeitsleistung oder durch unbegründete Fehlzeiten äußern, verstoßen gegen die Pflicht zur gewissenhaften Amtsausübung. Verstößt der Beamte gegen seine Pflichten, sich mit voller Hingabe seinem Beruf zu widmen, durch sein Verhalten innerhalb des Dienstes der Achtung und dem Vertrauen gerecht zu werden, die der Beruf erfordert, die von den Vorgesetzten erlassenen Anordnungen und allgemeinen Richtlinien auszuführen und dem Dienst nicht ohne Genehmigung fernzubleiben, liegt ein Dienstvergehen nach §§ 61 BBG, § 62 BBG, § 77 BBG und § 96 Abs. 1 BBG vor. Dies gilt analog auch für Richter und Soldaten, weil gemäß § 46 DRiG bzw. § 7 SG die Regelungen für Beamte entsprechend anzuwenden sind.
Dienst nach Vorschrift ist als Arbeitskampfmittel besonders wirkungsvoll bei Berufsgruppen, die an zentralen Schaltstellen des Arbeitslebens sitzen. In Österreich, Frankreich und Spanien u. a. wird dies von den Fluglotsen auch heute noch als Arbeitskampfform praktiziert.

## Betriebliche Aspekte
Innere Kündigung und Dienst nach Vorschrift sind nicht identisch, denn bei letzterem weisen Arbeitnehmer eine geringe emotionale Bindung (Distanzierung) zum Arbeitgeber auf, während bei der inneren Kündigung gar keine emotionale Bindung besteht. Einer Gallup-Studie aus 2008 zufolge fühlten sich 67 % der Beschäftigten in Deutschland nur gering an ihr Unternehmen gebunden und betreiben Dienst nach Vorschrift, 20 % fühlten sich gar nicht gebunden und hatten innerlich gekündigt.